# Penaforte
Penaforte é um município brasileiro situado no extremo sul do estado do Ceará. Sua população, de acordo com o Censo Demográfico de 2022, é de 8 972 habitantes.

## História

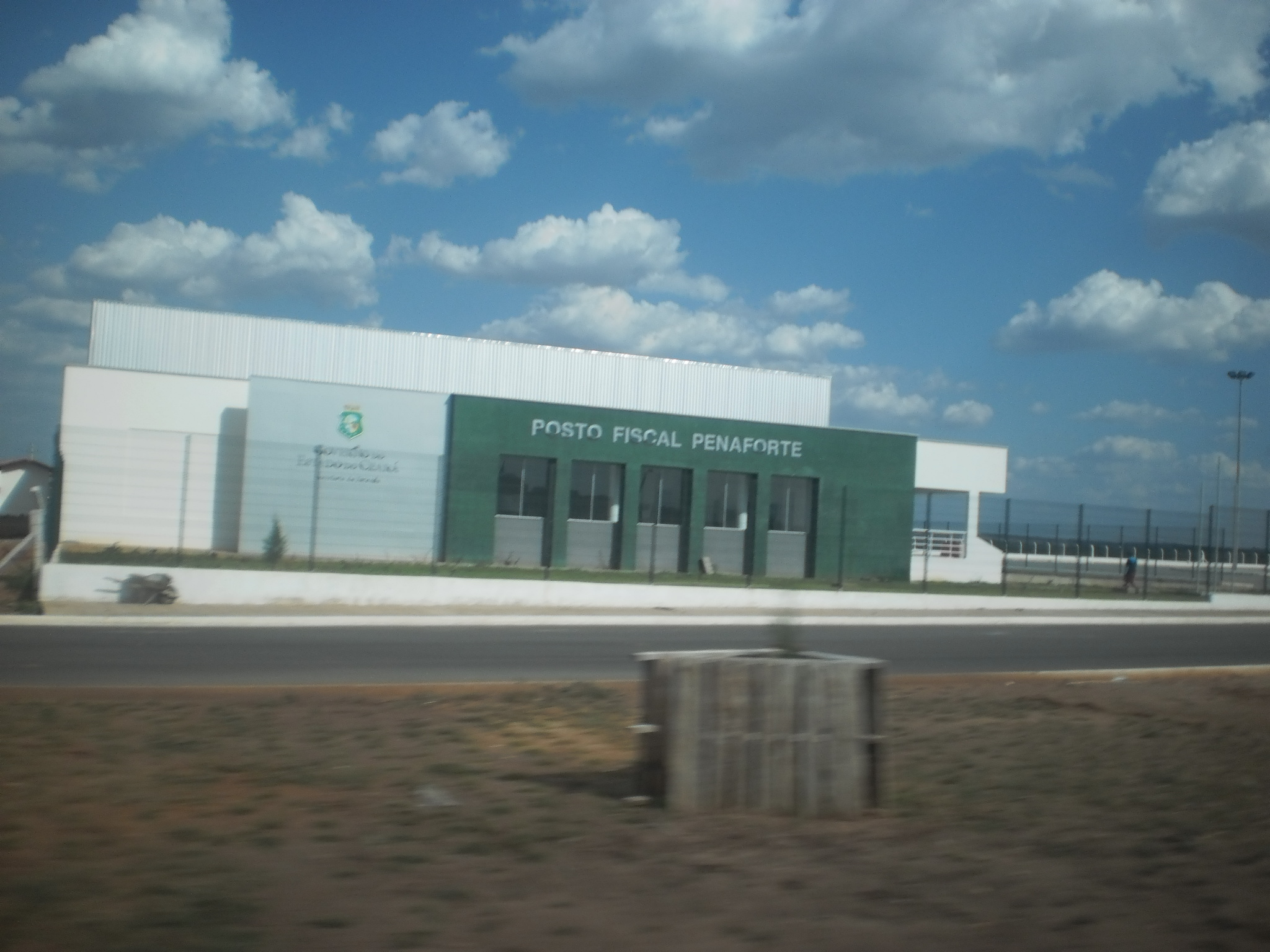
Posto fiscal de Penaforte, próximo a divisa com Pernambuco.

Penaforte foi fundado em 31 de outubro de 1958, com território desmembrado do município de Jati.
O município de Penaforte inicialmente denominou-se de Baixio do Couro, mais tarde, chamou-se Presidente Vargas e finalmente recebeu o nome de Penaforte, em homenagem ao ilustre filho de Jardim, o cônego Raimundo Ulisses Penaforte. Este era uma figura destacada do clero cearense, jornalista, orador primoroso, autor de vários trabalhos de real mérito sobre assuntos religiosos, filosóficos e históricos, além de pertencer a inúmeras associações culturais brasileiras e estrangeiras. 
O município de Penaforte foi desmembrado do de Jati, que também fazia parte do território de Jardim. Seu povoamento está ligado ao intercâmbio entre Pernambuco e Ceará, graças à sua posição fronteiriça e de parada para muitos viajantes que enfrentavam as poeirentas estradas a caminho do Cariri cearense. 
Penaforte é o município mais meridional do Estado do Ceará.  
Distrito criado com a denominação de Penaforte ex-povoado, pela lei estadual nº 1153, de 22-11-1951, subordinado ao município de Jati. 
Em divisão territorial datada de 1-VII-1955, o distrito de Penaforte figura no município de Jati. 
Elevado à categoria de município com a denominação de Penaforte, pela lei estadual nº 4224, de 31-10-1958, desmembrado de Jati. Sede no antigo distrito de Penaforte. Constituído do distrito sede. Instalado em 03-03-1959. 
Em divisão territorial datada de 1-VI-1960, o município é constituído do distrito sede. 
Assim permanecendo em divisão territorial datada de 1999. 
Em divisão territorial datada de 2003, o município é constituído de 3 distritos: Penaforte, Juá e Santo André.
Penaforte é o município mais meridional do Estado do Ceará.

## Produção
Produtos agrícolas: algodão arbóreo e herbáceo, cana-de-açúcar, milho e feijão. Pecuária: bovinos, suínos e aves.  

## Religião

### Igreja Católica
A padroeira da cidade é Nossa Senhora da Saúde. O primeiro vigário da paróquia foi o Monsenhor Alcantara, seguido pelo Monsenhor Manoel Feitosa, Monsenhor Nicodemos Benício Pinheiro, Padre José Sampaio, Padre José Antonio do Nascimento e Padre José Almeida dos Santos. Atualmente, o pároco é o Padre Cícero Luciano.

### Igrejas Evangélicas
Penaforte também conta com diversas denominações evangélicas, entre as quais se destacam:
- Assembleia de Deus Missão Pará
- Assembleia de Deus Sol da Justiça
- Assembleia de Deus Templo Central
- Batista Maranata
- Congregação Cristã no Brasil
- Igreja Adventista do Sétimo Dia
- Igreja Pentecostal Deus É Amor
- Testemunhas de Jeová